# 3882 Johncox
3882 Johncox è un asteroide della fascia principale. Scoperto nel 1962, presenta un'orbita caratterizzata da un semiasse maggiore pari a 2,4514686 UA e da un'eccentricità di 0,1365780, inclinata di 5,00738° rispetto all'eclittica.